# Поддержка США прав человека и демократии в мире
Продвижение свободы и демократии англ. Advancing Freedom and Democracy, с 2003 до 2006 года Поддержка США прав человека и демократии в мире (англ. The Supporting Human Rights and Democracy: The U.S. Record) — ежегодно издаваемый Бюро по вопросам демократии, прав человека и труда  Госдепартамента США доклад о деятельности США по поддержке прав человека, свободы и демократии в мире, который представляется Конгрессу США. В докладе за 2006 г. эпиграфом к разделу о Европе и Евразии была цитата из российской журналистки А. Политковской; этот доклад вызвал отклик МИД России.